# خوارزميات قياسية
في الحساب الابتدائي، تعتبر الخوارزمية أو الطريقة القياسية طريقة حسابية معينة يتم تدريسها بشكل تقليدي لحل مسائل رياضية معينة. تختلف هذه الطرق بعض الشيء حسب الأمة والوقت، ولكنها تشمل بشكل عام تبادل، وإعادة تجميع، وتقسيم طويل، والضرب الطويل باستخدام منهج قياسي، وصيغ قياسية للمتوسط، والمساحة، والحجم. وتوجد طرائق مماثلة أيضاً لإجراءات مثل الجذر التربيعي والدوال الأكثر تعقيداً، ولكنها خرجت من المنهج الدراسي للرياضيات العام لصالح الآلات الحاسبة (أو الجداول وقواعد الشرائح المعروضة عليها).إن مفاهيم إصلاح الرياضيات التي أدخلها المعهد الوطني للرياضيات في عام 1989 تحابي نهجاً بديلاً. يقترح فهماً أعمق للنظرية الأساسية بدلاً من حفظ طرائق معينة سيسمح للطلاب بتطوير طرائق فردية تحل نفس المسائل. غالباً ما تكون الخوارزميات البديلة للطلاب صحيحة وفعالة وقابلة للتعميم مثل الخوارزميات القياسية، كما تحافظ على التركيز على معنى الكميات المعنية، خاصة فيما يتعلق بالقيم الأساسية (وهو ما يتم فقدانه عادة في حفظ الخوارزميات القياسية).لقد جعل تطوير الآلات الحاسبة المتطورة الحسابات اليدوية أقل أهمية (انظر الملاحظة حول الجذور التربيعية أعلاه) كما تسبب التدريس السريع للأساليب التقليدية في خلق الفشل بين العديد من الطلاب. ومن بين الأهداف الأساسية لتعليم الرياضيات التي وضعها NCTM تحقيق قدر أكبر من الإنجاز بين جميع أنواع الطلاب. وقد اقترح بعض الباحثين مثل كونستانس كامي أن الحسابات الابتدائية، كما كانت تدرس تقليديا، ليست مناسبة في المدرسة الابتدائية. العديد من الطبعات الأولى من الكتب المدرسية المكتوبة إلى معيار عام 1989 الأصلي مثل TERC تعمد تثبيط التدريس لأي طريقة معينة، بدلا من ذلك تكريس وقت الصف والواجبات المنزلية لحل المسائل غير التافهة، والتي تحفز الطلاب على تطوير طرائق الحساب الخاصة بهم، متجذرة في الحس العددي والقيمة المنزلية. وهذا التأكيد لا يستبعد بأي حال من الأحوال تعلم الحقائق العدلية؛ بل إن أحد الأهداف الرئيسية للتعليم الرياضي المبكر هو الطلاقة الإجرائية.
وقد أوضح نظام NCTM في المراجعات الأخيرة هذه الحاجة إلى تعلم الحقائق الرياضية الأساسية والأساليب الصحيحة والفعالة. إن العديد من الإصدارات الجديدة من النصوص المستندة إلى المعايير تقدم أساليب قياسية ومهارات أساسية. ومع ذلك، تستمر الإرشادات الأصلية في جذب انتباه الآباء وأفراد المجتمع من ذوي النوايا الحسنة، الذين يدعو بعضهم إلى العودة إلى الرياضيات التقليدية. ولا يعتمد نجاح نص معين على محتواه فحسب، بل يعتمد أيضاً على استعداد المجتمع المدرسي للسماح بطرائق التدريس والمحتوى الجديدة والالتزام بالتنفيذ الموصى به للمواد والأدوات.